# Leucophaeus pipixcan

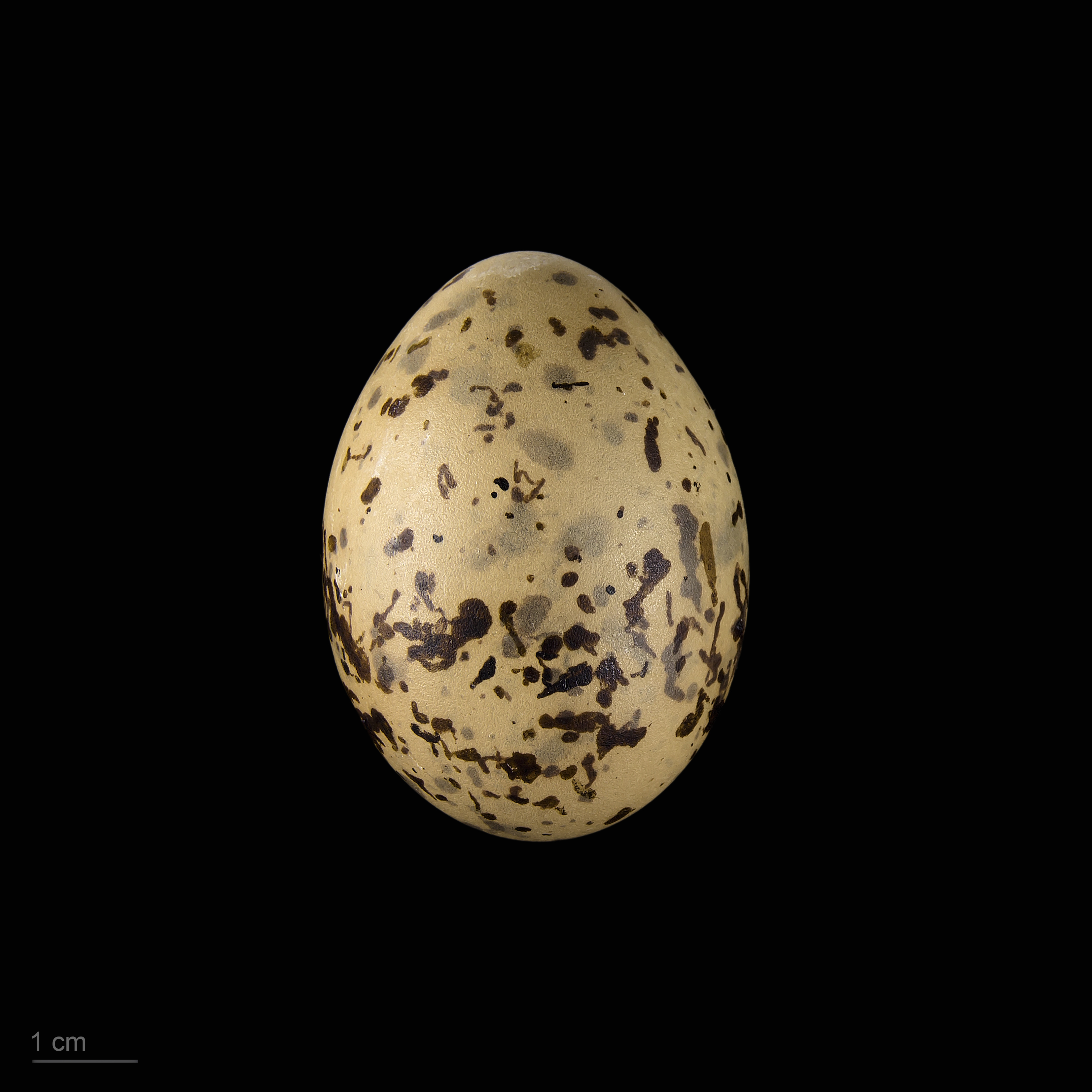
Leucophaeus pipixcan - MHNT

La gaviota de Franklin (Leucophaeus pipixcan), también conocida como gaviota Pizpicánes, una especie de ave de la familia de las gaviotas (Laridae), nombrada en honor al explorador ártico John Franklin.

## Características
Esta especie es fácil de identificar. Durante el verano el cuerpo de un ejemplar adulto es blanco, mientras que su espalda y alas son de un gris mucho más oscuro que en cualquier otra gaviota de tamaño similar (con la excepción de la gran Leucophaeus atricilla). Las alas tienen tonos negros con una banda blanca adyacente.
Los ejemplares jóvenes son similares a los adultos, pero carecen de la banda blanca en el ala y sus capuchas son menos desarrolladas. A estos les toma tres años alcanzar la madurez.

## Alimentación
Estas aves son omnívoras, como la mayoría de las gaviotas.

## Distribución
Se cría en provincias centrales de Canadá y los estados adyacentes del norte de Estados Unidos; en las praderas canadienses se encuentra sobre todo en la región llamada Prairie Dove.
Es un ave migratoria que pasa los inviernos (del hemisferio norte) en el Caribe, Perú, Argentina, y Chile; en este último, un importante lugar donde se encuentran es en la reserva nacional El Yali.

### Ejemplares erráticos
A pesar de que la gaviota de Franklin se encuentra comúnmente en las costas de Norteamérica y de Sudamérica, también es cierto que se han encontrado algunos ejemplares solitarios vagando por el noroeste de Europa, sur y oeste de África, Australia y Japón, y hasta un único registro en Eilat, Israel en el año 2002.